# AMD64

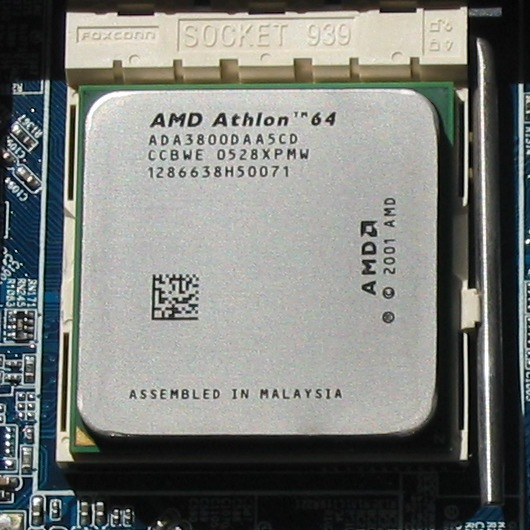
AMD Athlon 64 X2 E6 3800

AMD64 is een 64 bit-processorarchitectuur ontwikkeld door AMD. Het is een aanvulling op de x86-architectuur, die AMD64-processors nog volledig ondersteunen. AMD64 staat ook bekend als x86-64. Intel heeft een variant die door het leven gaat als EM64T, maar grotendeels gelijk is aan AMD's origineel.

## Marktanalyse
Met AMD64 is AMD voor het eerst van de gewoonte afgeweken om altijd maar Intels standaarden te volgen. AMD volgt nu Intels eerdere aanpak door te proberen de x86-architectuur steeds verder uit te breiden. Intel deed dit van de 16 bits 8086 tot de 32 bits 80386 en verder, zonder de compatibiliteit met vorige standaarden te verliezen. AMD64 vult de 32 bits x86-architectuur (IA-32) aan door het toevoegen van 64 bit-registers, die (om de compatibiliteit te bewaren) ook de 32- en 16 bits modi ondersteunen zodat oudere programma's (die geen gebruik maken van 64 bit) prima uitgevoerd kunnen worden. De AMD64-architectuur maakt ook gebruik van NX-bit, die de computer beschermt tegen zogenaamde "buffer overflows".
"Even the 64-bit mode is largely backward-compatible, allowing existing tools targeting x86 (eg. compilers) to be retargeted to AMD64 with minimal effort."

## Implementaties

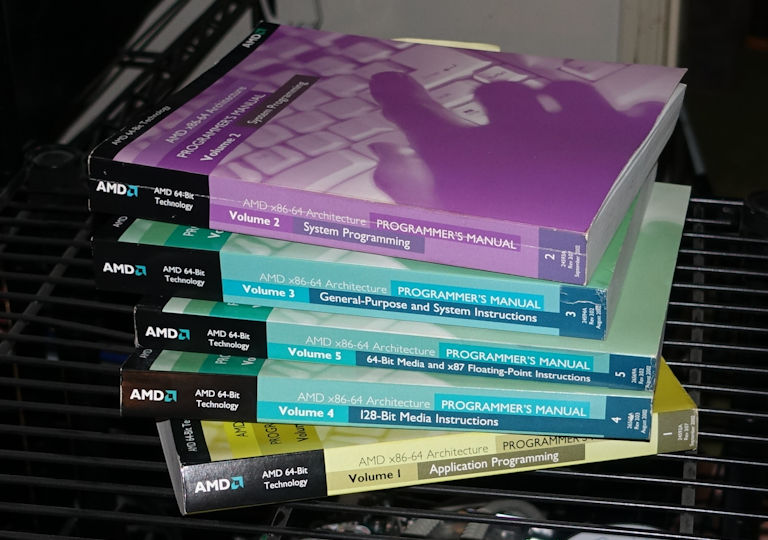
Handboeken van AMD64

De volgende processors hebben AMD64 aan boord:
- AMD Athlon 64,
- AMD Athlon 64 FX
- AMD Athlon 64 X2
- AMD Turion 64
- AMD Turion 64 X2
- AMD Sempron processors (vanaf socket 754 en beter)
- AMD Opteron
- AMD Phenom(2)
- AMD A Series
- AMD RyZen
- AMD EPYC (Servermodel CPU, gebaseerd op dezelfde architectuur als RyZen)

De volgende processors hebben EM64T, Intels implementatie van AMD64, aan boord:
- Intel Xeon (sommige modellen)
- Intel Pentium 4 (sommige modellen)
- Intel Pentium D
- Intel Pentium Extreme Edition
- Intel Celeron D en M
- Intel Core
- Intel Core 2
- Intel Core i3
- Intel Core i5
- Intel Core i7
- Intel Core i9